# Staro Selo, Nikšić
Staro Selo este un sat din comuna Nikšić, Muntenegru. Conform datelor de la recensământul din 2003, localitatea are 288 de locuitori (la recensământul din 1991 erau 283 de locuitori).

## Demografie
În satul Staro Selo locuiesc 225 de persoane adulte, iar vârsta medie a populației este de 38,7 de ani (37,0 la bărbați și 40,5 la femei). În localitate sunt 76 de gospodării, iar numărul mediu de membri în gospodărie este de 3,79.
|  |

| Demografie | Demografie | Demografie |
| An         | Locuitori  | Locuitori  |
| ---------- | ---------- | ---------- |
|            |            |            |
|            |            |            |
|            |            |            |
|            |            |            |
| 1948       | 206        |            |
| 1953       | 240        |            |
| 1961       | 272        |            |
| 1971       | 310        |            |
| 1981       | 321        |            |
| 1991       | 283        | 283        |
| 2003       | 288        | 288        |

| \| Componența etnică conform recensământului din 2003[2] \| Componența etnică conform recensământului din 2003[2] \| Componența etnică conform recensământului din 2003[2] \| Componența etnică conform recensământului din 2003[2] \| Componența etnică conform recensământului din 2003[2] \| \| ----------------------------------------------------- \| ----------------------------------------------------- \| ----------------------------------------------------- \| ----------------------------------------------------- \| ----------------------------------------------------- \| \| \| \| \| \| \| \| Muntenegreni \| Muntenegreni \| \| 217 \| 75,34% \| \| Sârbi \| Sârbi \| \| 61 \| 21,18% \| \| Iugoslavi \| Iugoslavi \| \| 1 \| 0,34% \| \| necunoscută \| necunoscută \| \| 0 \| 0% \| |              |  |     |        |
| Componența etnică conform recensământului din 2003 |              |  |     |        |
| |              |  |     |        |
| Muntenegreni | Muntenegreni |  | 217 | 75,34% |
| Sârbi | Sârbi        |  | 61  | 21,18% |
| Iugoslavi | Iugoslavi    |  | 1   | 0,34%  |
| necunoscută | necunoscută  |  | 0   | 0%     |